# Konventionen om klusterammunition
Konventionen om klusterammunition, CCM (från engelskans Convention on Cluster Munitions), är ett internationellt avtal som förbjuder användandet av klusterammunition, även kallat multipelvapen, vilket är flygbomber, granater och robotar där verkansdelen delas upp i ett antal mindre delar, så kallade substridsdelar, som kan beskrivas som minibomber eller minigranater. 
Konventionen uppkom bland annat på grund av att klusterammunition anses av många vara omänskliga, detta då cirka tio procent av substridsdelarna inte detonerar, utan ligger kvar som blindgångare vilket försvårar återuppbyggnaden av ett bombat område och kan leda till stora civila förluster årtionden efter konfliktens slut. 
Konventionen upptogs den 30 maj 2008 i Dublin, och öppnades för påskrivning den 3 december 2008 i Oslo. Den trädde i kraft 1 augusti 2010, sex månader efter dess ratificering av 30 stater. Den 30 maj 2020 hade 108 stater ratificerat konventionen och 108 hade påskrivit men ej ratificerat än. De flesta större tillverkare av klusterammunition och dess komponenter, som Brasilien, Kina, Indien, Israel, Pakistan, Ryssland och USA har ej skrivit på konventionen. Även Finland har avstått från att skriva under.
Länder som ratificerar konventionen kommer att tvingas att "aldrig under några omständigheter:"
- (a) använda klusterammunition
- (b) utveckla, producera eller på annat sätt förvärva, hamstra, behålla eller överföra till någon, direkt eller indirekt, klusterammunition
- (c) assistera, uppmuntra eller förmå någon att engagera sig i någon som helst förbjuden aktivitet till en stat under denna konvention.

Avtalet undantar i Artikel 2 vissa sorts vapen med mindre ammunitionsdelar som varken har de urskillningslösa områdeseffekter eller medför de risker för odetonerade ammunitionsdelar som tidigare klusterammunition gjort. Sådana vapen måste uppfylla stränga kriterium för minsta vikt, ett begränsat antal ammunitionsdelar, varje ammunitionsdels kapacitet att individuellt detektera och uppta ett enda målobjekt och närvaron av elektroniska självförstörande och självdeaktiverande mekanismer. Ett begränsat antal kluster och ammunitionsdelar kan behållas för träningssyften och i utveckling av detektion, uppklarande och förstöringstekniker och motåtgärder. Inte heller rök-, lys- eller rena luftförsvarsvapen omfattas.

## Ratificeringar
Den 1 augusti 2010 hade 38 stater ratificerat konventionen:
| - Albanien - Belgien - Burkina Faso - Burundi - Danmark - Ecuador - Fiji - Frankrike - Heliga stolen - Irland - Japan - Komorerna - Kroatien - Laos - Lesotho - Luxemburg - Makedonien - Malawi - Mali | - Malta - Mexiko - Moldavien - Montenegro - Nya Zeeland - Nicaragua - Niger - Norge - San Marino - Samoa - Seychellerna - Sierra Leone - Slovenien - Spanien - Storbritannien - Tyskland - Uruguay - Zambia - Österrike |

## Påskrifter
Den 1 augusti 2010 hade 70 stater skrivit på men inte ratificerat avtalet:
| - Afghanistan - Angola - Antigua och Barbuda - Australien - Benin - Bolivia - Bosnien och Herzegovina - Botswana - Bulgarien - Centralafrikanska republiken - Chile - Colombia - Demokratiska republiken Kongo - Cooköarna - Costa Rica - Cypern - Djibouti - Dominikanska republiken - El Salvador - Elfenbenskusten - Filippinerna - Gambia | - Ghana - Guatemala - Guinea - Guinea-Bissau - Haiti - Honduras - Island - Indonesien - Irak - Italien - Jamaica - Kamerun - Kanada - Kap Verde - Kenya - Kongo-Brazzaville - Libanon - Liberia - Liechtenstein - Litauen - Madagaskar - Mauretanien - Monaco - Moçambique | - Namibia - Nauru - Nederländerna - Nigeria - Palau - Panama - Paraguay - Peru - Portugal - Rwanda - Saint Vincent och Grenadinerna - São Tomé och Príncipe - Schweiz - Senegal - Somalia - Sverige - Sydafrika - Tanzania - Tchad - Tjeckien - Togo - Tunisia - Uganda - Ungern |